# Île Falkner
Pour les articles homonymes, voir Falkner (homonymie).
L'île Falkner ou île Faulkner est une île en forme de croissant située dans le détroit de Long Island à 5 km au large de Guilford dans le Connecticut, aux États-Unis. L'île est visitée par les Amérindiens depuis des milliers d'années. Son nom quinnipiac est Massancummock, ce qui signifie « le lieu des grands faucons ». En 1641, Henry Whitfield et les fondateurs de Guilford achètent l'île au sachem Uncas de la tribu des Mohegans, dans le cadre d'une transaction pour les terres à l'est d'East River. Achetée par la famille Stone en 1715, l'île reste dans la famille jusqu'à sa vente au gouvernement en 1801.

## Géographie
Falkner Island est située dans le Long Island Sound, à cinq kilomètres au large de Guilford dans le Connecticut.
L'île a la forme d'un croissant et s'étend sur 2,87 acres (1,16 ha). Elle connaît une forte érosion qui menace son existence : sa superficie est d'environ 8 acres (3,24 ha) en 1639, 5,7 acres (2,31 ha) en 1818 puis 2,87 acres (1,16 ha) en 1987. On estime alors que ses côtes vont céder 12 pouces (30 cm) à la mer chaque année, provoquant la chute de son phare à l'horizon 2026. En 2001, les Corps du génie de l'armée des États-Unis renforcent la côte pour limiter l'effet de l'érosion.

## Toponymie
Les premiers noms de l'île sont donnés par des Amérindiens. En Quinnipiac, le nom de l'île est Massancummock qui signifie « l'endroit des grands faucons pêcheurs » (en anglais : the place of the great fish hawks),.
L'identité des premiers Européens à explorer l'île n'est pas connue, mais il s'agit probablement de l'explorateur hollandais Adriaen Block, qui navigue dans le Long Island Sound vers 1614,. Block ou des colons anglais nomment l'îlot Valcken Eylandt, ou Falcon Island (« l'île du Faucon »), qui semble être une traduction de son nom quinnipiac. L'île doit probablement son nom aux balbuzard pêcheur (osprey) plutôt qu'au faucon pèlerin (peregrine falcon).
Le nom de l'île évolue en Faulkner Island, probablement en référence à la famille Faulkner qui a vécu sur l'île au XVIIIe siècle. Lorsqu'elle devient une propriété fédérale, en 1801, le titre de propriété mentionne Faulkners Island. En 1891, le United States Board on Geographic Names renomme l'île Falkner Island. Ce changement de nom n'est pas reconnu par tous, certains utilisent toujours le nom de Faulkner's Island comme par exemple la brigade qui s'occupe du phare (Faulkner's Light Brigade).

## Histoire

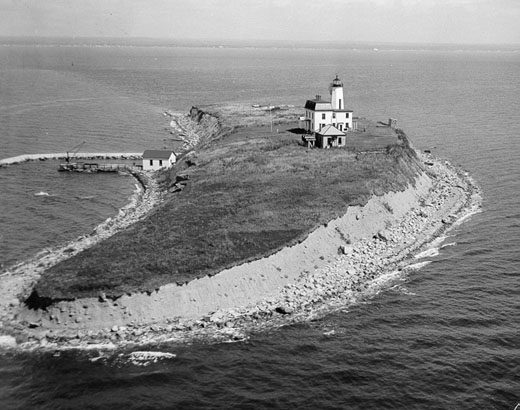
L'île et son phare avant 1976.

L'île Falkner connaît une activité humaine depuis plusieurs millénaires. Une étude archéologique menée en 1997-1998 par le Corps du génie de l'armée et le Fish and Wildlife Service a retrouvé des projectiles de quartz datant de 1 000 à 3 000 av. J.-C. Dans son ouvrage The History of the Quinnipiac Indians, John P. Menta identifie l'île comme un site religieux des Quinnipiacs. Pour d'autres auteurs, il s'agissait d'un site utilisé pour la pêche et la chasse l'été.
Les premiers contacts avec les Européens ont lieu dans la première moitié du XVIIe siècle. Une carte de 1639 montre l'île portant le nom quinnipiac de Massancummock. En 1641, le révérend Henry Whitfield et les fondateurs de Guilford achètent l'île à Uncas, le sachem des Mohegans. Uncas avait lui-même hérité de la terre lors de son mariage avec la fille du sachem des Hammonassetts. Andrew Leete est mentionné comme propriétaire de l'îlot au cours du XVIIe siècle. En 1715, Caleb et Ebenezer Stone achètent l'île, qui reste une possession de leur famille jusqu'en 1801. Noah Stone vend l'île à Medad Stone pour 158,34 $ en 1800 (
soit 2 385 $ en 2025). L'année suivante, ce dernier cède l'île au gouvernement fédéral pour 325 $ (
soit 4 994 $ en 2025). La vente a lieu le 12 mai 1801, quelques semaines après l'attribution par le Congrès de 6 000 $ (
soit 92 196 $ en 2025) pour la construction d'un phare.
L'île Falkner est habitée jusqu'en 1976, d'abord par la famille Faulkner puis par les gardiens du phare,. Durant la guerre de 1812, Solomon et Thankful Stone gardent le phare qu'ils doivent maintenir allumé face aux forces britanniques qui menacent de le faire exploser.
Le phare de l'île Falkner est construit en 1802, à la demande de Thomas Jefferson. L'île comptera trois maisons de gardiens, construites en 1802, 1851 et 1851. La phare et la maison du gardien brûlent en 1976 ; la phare est reconstruit et automatisé deux ans plus tard. Le phare, qui est l'un des deux plus anciens du Connecticut, est inscrit au Registre national des lieux historiques en 1990,. La Faulkner's Light Brigade procède à la restauration du phare de 1991 à 2011. En 2008, une annexe du phare est rénovée pour accueillir des internes du Fish and Wildlife Service qui étudient des sternes de Dougall.

## Réserve naturelle

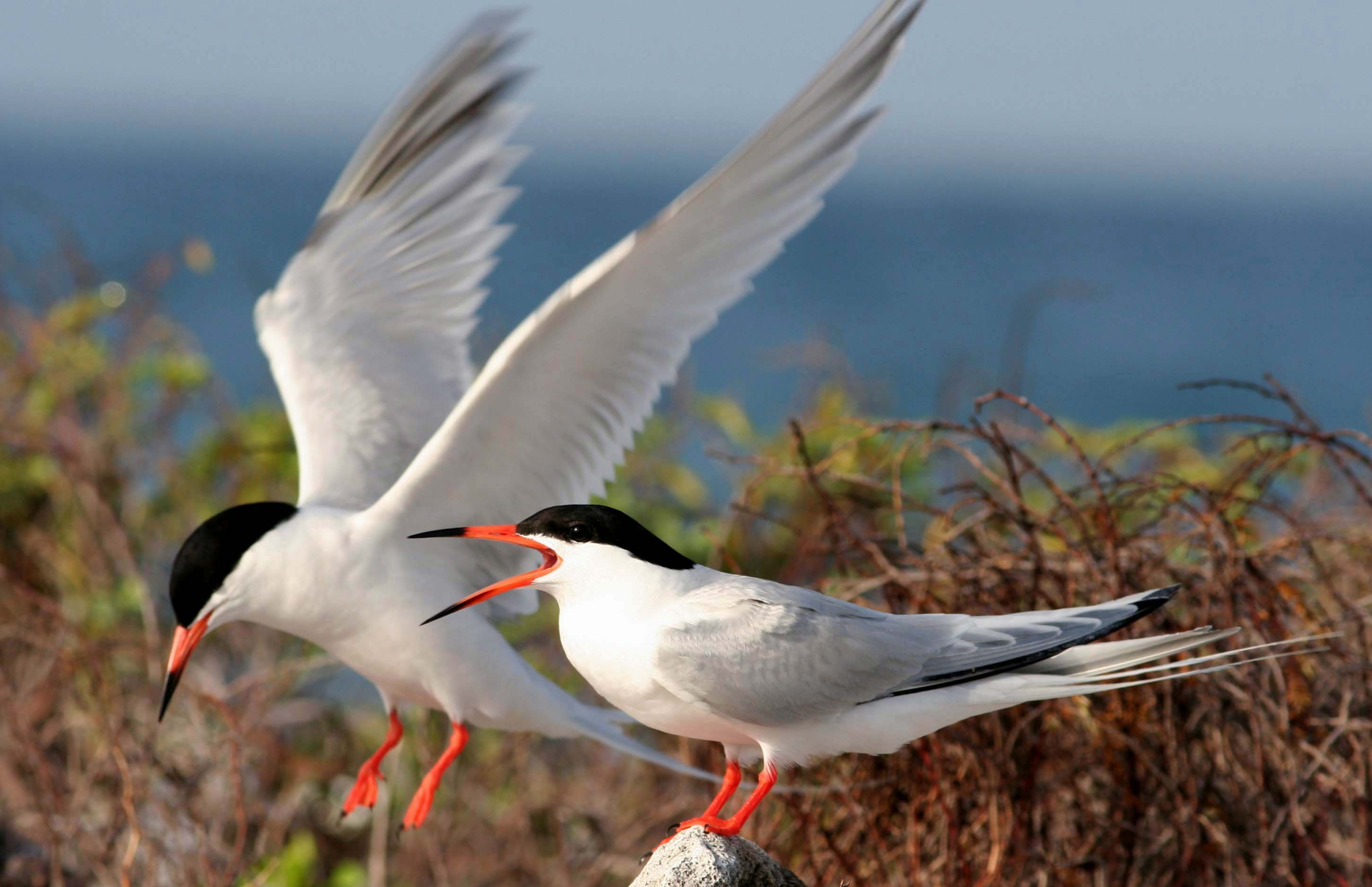
L'île accueille une colonie de sternes de Dougall, ici à Porto Rico.

La moitié sud de l'île fait partie du Stewart B. McKinney National Wildlife Refuge (en), un refuge faunique national géré par le Fish and Wildlife Service. Elle accueille notamment une importante population de sternes pierregarins (6 000 individus) et quelque 70 sternes de Dougall, en voie de disparition. Si l'île compte la seule colonie de sternes de Dougall du Connecticut, leur habitat est considérablement réduit après le passage des ouragans Irene et Sandy.